# Mora (herb szlachecki)

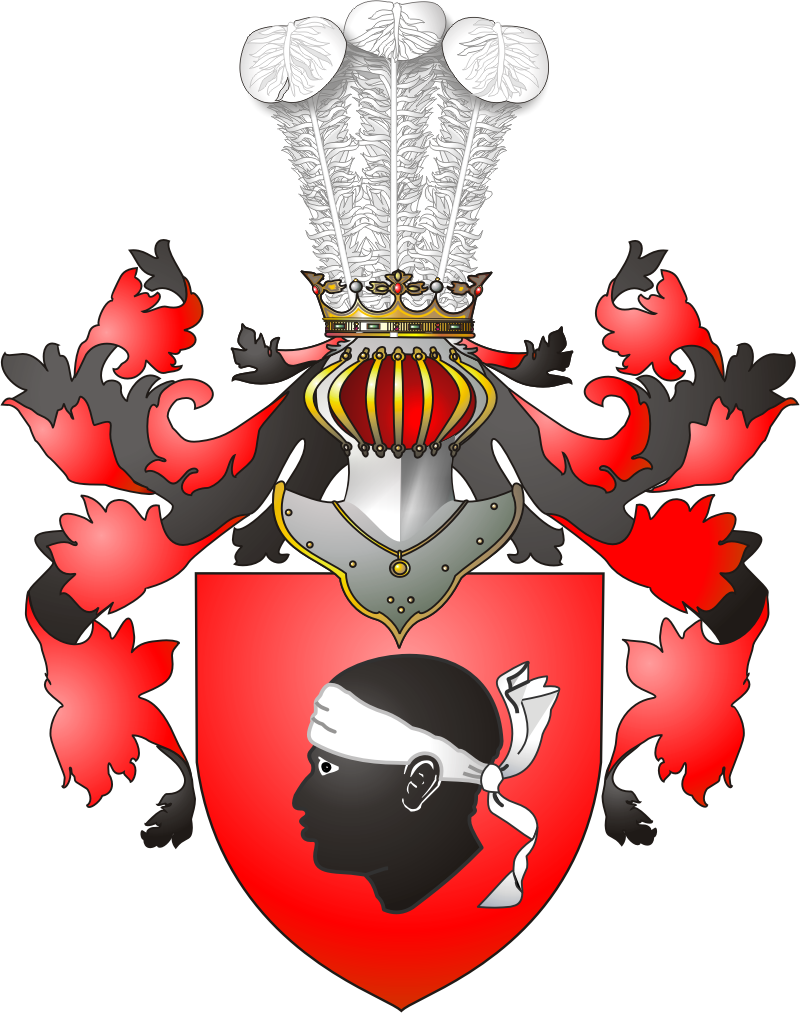
Herb szlachecki Mora

Mora (Morawa, Mory, Murzynowa głowa) – polski herb szlachecki.

## Opis herbu
W czerwonym polu głowa Murzyna przewiązana srebrną nałęczką. Klejnot: trzy strusie pióra.

## Odmiany herbowe
Herb Mora występuje w kilku odmianach. Oprócz opisanego wyżej, jest również między innymi wersja herbu (Mora III), gdzie w złotej tarczy stoi postać murzyna w prawą zwrócona stronę, z białą przepaską na głowie, ubrana w tunikę, trzymająca napięty łuk ze strzałą – celowaną w górę skos. Nad tarczą, w klejnocie ponad hełmem (bez korony rangowej) dwie strzały srebrne ukazane bez opierzenia, skierowane do góry w skos. Ponadto występuje odmiana herbu Mora o zawołaniu – Sulicki I i Sulicki II.
Specyficzną odmianą herbu Mora jest herb Kobyłka, którym pieczętuje się rodzina o tymże nazwisku. Jest to tak zwany herb własny. W polu niebieskim pół murzyna z uniesionymi rękoma, ubranego w koszulę czerwoną z białym kołnierzem i mankietami, takąż że białą wstęgą przewiązany. W klejnocie pióra strusie w trzech kolorach białym, niebieskim i czerwonym. Rodzina Kobyłków na Mazowszu i Podlasiu najliczniej osiadła.

## Geneza herbu
Głowa Murzyna, określana często jako głowa Maura występuje dość często w heraldyce europejskiej, szczególnie w krajach basenu Morza Śródziemnego. Znana jest szczególnie jako zasadnicze godło herbów królestw Korsyki i Sardynii. Występuje także w herbach rodowych i terytorialnych między innymi w Niemczech (gminy Zolling, Ismaning) i Francji. Ukoronowana głowa Murzyna w srebrnym polu stanowiła herb biskupstwa Fryzyngi (obecnie jako archidiecezja Monachium i Freising), przez co znalazła się także w herbie Josepha Ratzingera, jako arcybiskupa tej archidiecezji w latach 1977–1982 i w jego herbie papieskim jako Benedykta XVI. Czarna głowa w herbie (szkockiego klanu MacLellan) jest nadziana na miecz i może być głową uciętą miejscowemu rozbójnikowi, być może cygańskiemu.

Proporzec królestwa Korsyki z herbarza Geldrii, z głową Maura
Motyw głowy Maura w herbie kardynalskim Josepha Ratzingera
Motyw głowy Maura w herbie Benedykta XVI
Herb Mora na pieczęci z XV wieku[b]
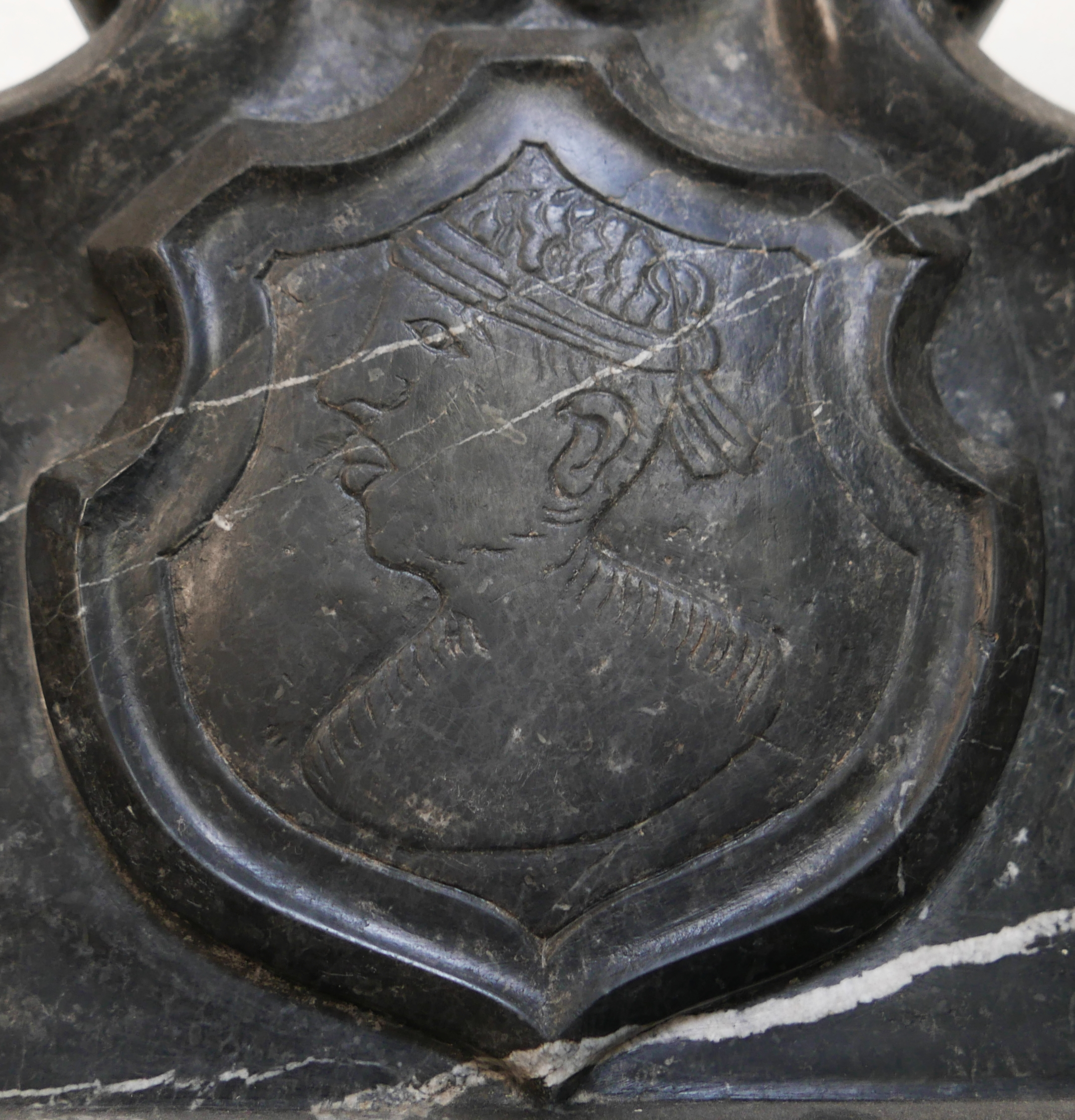
Herb Mora na nagrobku Gabriela Morendy w krużgankach przy klasztorze dominikanów w Krakowie
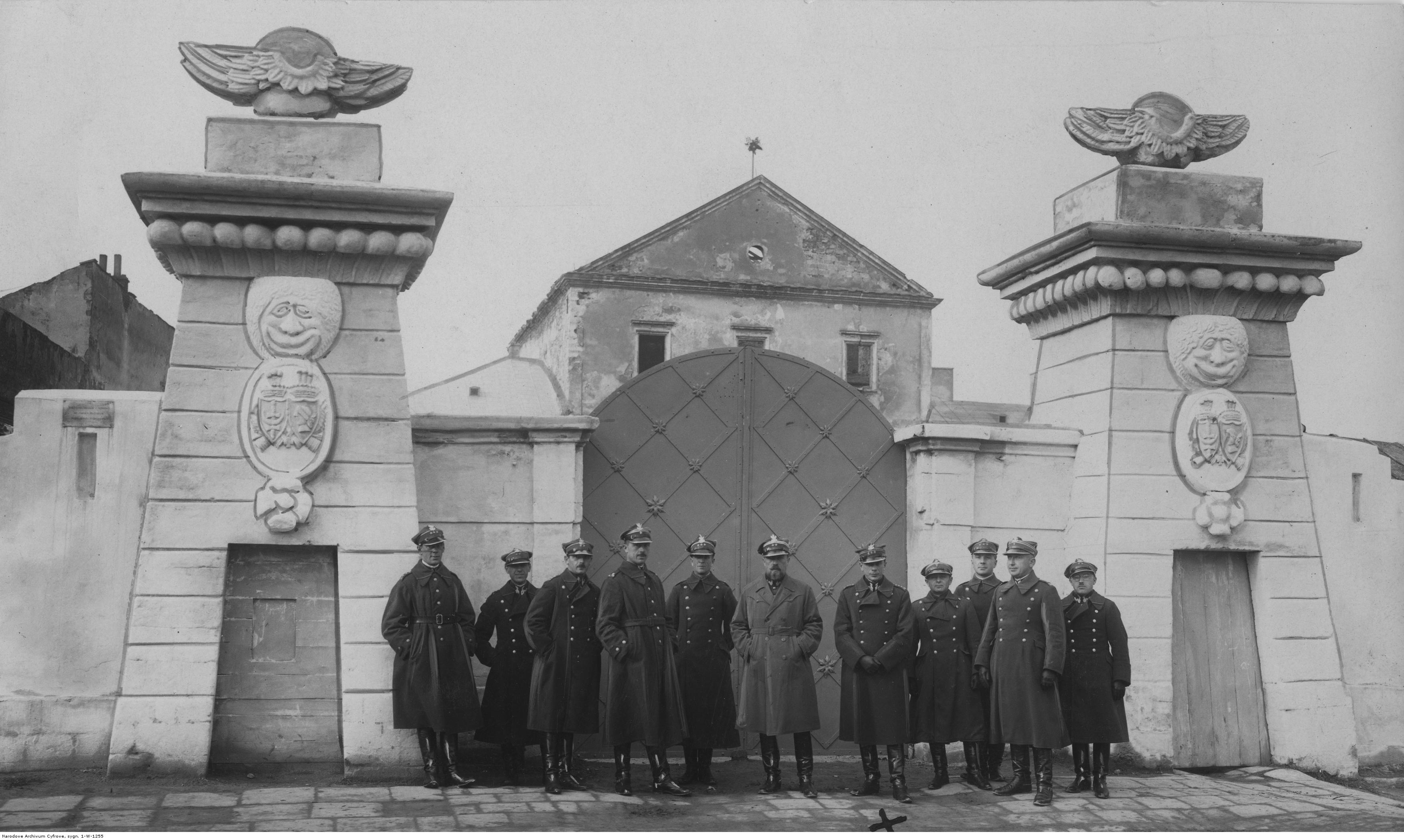
Herb Mora rodziny Korytowskich na bramie zamku w Tarnopolu.

Mora (niem. Mohr) jest herbem pochodzącym z Niemiec i znanym polskiej heraldyce już od XV wieku. Bartosz Paprocki przywołuje w „Herbach Rycerstwa Polskiego” łaciński tekst z 1034, dotyczący nieznanego biskupa włocławskiego Andrzeja, gdzie znajduje się opis jego herbu. Jest to zapewne legenda herbowa, gdyż dotyczy okresu przedheraldycznego. Najstarsza wzmianka z akt sądowych z nazwą Mory pojawia się dopiero w 1412. Jan Długosz w Liber beneficiorum wzmiankuje o herbie pod nazwą Morowa. Najstarsza znana pieczęć średniowieczna, pochodząca z XV wieku, przypisywana jest Mikołajowi, arcybiskupowi gnieźnieńskiemu. Herb Mora występuje najliczniej na Mazowszu i Kujawach.

## Herbowni
Busz, Cibarzewski, Deleszkan, Gardziński, Grzymała, Grzymałowski, Hossel, Kaszubski, Kosuba, Kozuba, Kobuzowski, Kozubowski, Kostycz, Korytowski, Korytkowski, Kruszyna, Krzyźanowski, Kudak, Listopad, Liszawski, Liszewski, Malijewski, Marczonko, Marshal, Marszał, Michałowski, Mieczkowski, Mieszkowski, Mięskowski, Mora, Moraczyński, Morenda, Morgulski, Moryno, Moryń, Morzycki, Nietyksa, Nietyksza, Nietyxa, Olszyński, Skalski, Sławski, Sorc, Szorc, Stoessel, Swędorski, Szulborski, Żwan.